# Vietnam's Next Top Model (mùa 4)
Vietnam's Next Top Model – Người mẫu Việt Nam 2013 là mùa thứ tư của loạt chương trình truyền hình thực tế Vietnam's Next Top Model được sản xuất bởi Đài Truyền hình Việt Nam và Multimedia JSC. Chương trình được phát sóng lúc 20h00 Chủ nhật hàng tuần (UTC+7) trên kênh VTV3, bắt đầu từ ngày 6 tháng 10 năm 2013.

## Thông tin chung

### Thể lệ tham dự
Đây là lần đầu tiên, chương trình cho các thí sinh nam tham gia. Để có thể đến với cuộc thi năm nay, các thí sinh tham dự có độ tuổi từ 18-25 và phải là công dân Việt Nam. Chiều cao yêu cầu là 170 cm đối với nữ và 175 cm đối với nam. Thí sinh phải chưa từng có kinh nghiệm của một người mẫu hoặc không chịu sự quản lý độc quyền bởi các công ty, đơn vị, tổ chức trong và ngoài Việt Nam tính đến thời điểm dự thi. Họ phải chưa từng đoạt danh hiệu trong bất cứ cuộc thi sắc đẹp hoặc thời trang nào do hội đồng giám khảo xét duyệt mang tầm quốc gia trở lên, đồng thời chưa từng có tiền án, tiền sự hay phẫu thuật chuyển đổi giới tính. Trình độ văn hóa 12/12 trở lên.

### Ban giám khảo
Vào cuối tháng 6 năm 2013, chương trình đã bắt đầu thông báo về sự thay đổi trong thành phần Ban giám khảo. Người mẫu Thanh Hằng được mời để thay thế cho người mẫu Xuân Lan (do cô nghỉ sinh con). Các thành viên còn lại không thay đổi, vẫn chuyên gia trang điểm Đinh Nam Trung và nhà thiết kế Đỗ Mạnh Cường. Ở mùa thứ tư này Adams William - chuyên gia đào tạo catwalk Úc, từng xuất hiện và hướng dẫn catwalk cho các thí sinh Australia's Next Top Model và Asia's Next Top Model - làm khách mời trong vòng sơ khảo.

### Giải thưởng
Giải thưởng bao gồm:
- Xuất hiện trên trang bìa của tạp chí F - Thời trang cùng phần thưởng tiền mặt trị giá 200 triệu đồng từ tạp chí này
- Một hợp đồng làm việc trong vòng hai năm trị giá 1 tỷ đồng với Công ty quản lý và đào tạo người mẫu BeU Models
- Một hợp đồng đại diện độc quyền trong vòng một năm cho thương hiệu Nokia trị giá 200 triệu đồng và được sử dụng miễn phí các dòng điện thoại mới nhất từ công ty Nokia Việt Nam trong vòng một năm trị giá 100 triệu đồng
- 200 triệu đồng từ mỹ phẩm Bourjois trong đó bao gồm 100 triệu đồng tiền mặt và 100 triệu đồng sản phẩm
- Một năm sử dụng dịch vụ làm đẹp và chăm sóc da miễn phí tại Pamas - Beauty Clinic trị giá 300 triệu đồng
- Một năm sống tại căn hộ cao cấp 5 sao trong tổ hợp The Vista thuộc tập đoàn CapitaLand, cùng rất nhiều giải thưởng khác.

## Tóm tắt các tập

### Tập 1
Ngày phát sóng: 06 tháng 10 năm 2013
Vòng sơ tuyển 2 miền Nam, Bắc

### Tập 2
Ngày phát sóng: 13 tháng 10 năm 2013
- Thử thách: Bài học Catwalk trên 1 cây cầu Móng
- Chủ đề chụp hình: Hình hậu trường trang điểm
- Bức ảnh xuất sắc: Trần Quang Đại
- Rớt chót: Nguyễn Thị Thanh & Mâu Thị Thanh Thủy
- Bị loại: Không ai
- Giám khảo khách mời: Nhiếp ảnh gia Lý Võ Phú Hưng
- Nhiếp ảnh gia: Lý Võ Phú Hưng

Các thí sinh miền Nam lên xe buýt và đón các thí sinh miền Bắc ở sân bay Tân Sơn Nhất và đón hai thí sinh được đặc cách ở Top Model Online. Khi trên xe, cũng có một số mẫu thuẫn xảy ra đặc biệt là Mâu Thủy phàn nàn Kim Thoa về tính đàn chị. Và khi đến ngôi nhà chung, Nam Trung nói rằng "Trước mặt tôi là 18 thí sinh nhưng chỉ có 8 chiếc giường và nữ ở dưới, nam ở trên", và thế là 18 thí sinh nhanh chân vào ngôi nhà chung và chọn giường cho mình. Một số thí sinh do đến chậm mà phải tự tìm cho mình một chiếc giường từ một số vật dụng. Vào tối cùng ngày đó, các thí sinh đã ăn bữa tối cùng nhau.
Sáng hôm sau, 18 thí sinh tập trung tại cây cầu Móng quận 1 để gặp Thanh Hằng và Adam Williams và sau đó, Thanh Hằng nói là các thí sinh sẽ có buổi tập Catwalk, các thí sinh đã đi Catwalk và một số thí sinh nữ tập không tốt bằng các thí sinh nam (đặc biệt là Chà Mi bị chê đi hai hàng, Mâu Thủy bị ngã, Hà Thu quá rụt rè). Buổi tối cùng ngày, các thí sinh đã được hai giám khảo Thanh Hằng và Adam đến thăm và đã nói chuyện cùng với 18 thí sinh về bước đi Catwalk.
Ngày hôm sau, 18 thí sinh có thử thách đi Catwalk và chụp ảnh tại tòa nhà Quân Sơn. Bước vào, Nam Trung nói là các thí sinh sẽ có buổi chụp hình tại hậu trường trước khi bắt đầu thử thách Catwalk trước những đốm lửa.
| Thí sinh | Hậu trường            |
| --- | --------------------- |
| Nguyễn Thanh & Trần Trung | Trò chuyện            |
| Anh Quân, Kim Thoa, Kim Ngân, Phương Thảo, Thúc Bình, Văn Kiên, Tuấn Việt, Mạnh Kiên, Quỳnh Mai, Chà Mi, Hà Thu, Nguyễn Hằng | Trang điểm            |
| Thanh Thủy, Minh Tòng | Thay đồ của NTK       |
| Phan Linh, Quang Đại | Ngồi ở ghế hậu trường |

Tại buổi đánh giá và loại, Thanh Hằng tỏ ra khá gay gắt khi nhận xét các thí sinh. Một Hà Thu yếu đuối, Tuấn Việt gồng cứng, Văn Kiên mất tự nhiên, Kim Ngân hoa hậu,… lần lượt nhận về không ít nhận xét tiêu cực. Với lợi thế gương mặt "chụp hình khó mà xấu" của mình, Quang Đại giành được FCO đầu tiên của mùa. Theo sau là cô nàng vũ công nhỏ tuổi chưa biết dung hợp nguồn năng lượng của tuổi trẻ Quỳnh Mai. Kim Thoa cũng được đánh giá cao về catwalk. Ở top cuối, Mâu Thanh Thủy và Nguyễn Thanh, một có nhiều kinh nghiệm và một non yếu kinh nghiệm nhưng đều thể hiện yếu kém ở tuần này. Tuy vậy, ban giám khảo đã cho cả hai thêm một cơ hội. Ở tuần này chưa có thí sinh nào bị loại. 

### Tập 3
Ngày phát sóng: 20 tháng 10 năm 2013
- Thử thách: Tạo dáng với bàn xoay
- Chủ đề chụp hình: Nụ hôn vĩnh cửu
- Bức ảnh xuất sắc: Nguyễn Thị Chà Mi
- Rớt chót: Lê Văn Kiên, Đỗ Thị Kim Ngân, Nguyễn Quốc Minh Tòng, Ngô Thị Quỳnh Mai, Lê Uyên Phương Thảo
- Bị loại: Đỗ Thị Kim Ngân, Nguyễn Quốc Minh Tòng, Ngô Thị Quỳnh Mai, Lê Uyên Phương Thảo
- Khách mời đặc biệt: Adam Williams, Thủy Tiên
- Nhiếp ảnh gia: Vic Nguyễn

Sau khi không bị loại, 18 thí sinh quay trở lại ngôi nhà và bức ảnh của Quang Đại được có trên màn hình TV của ngôi nhà chung, hầu hết ai cũng khen bức ảnh của Quang Đại đẹp.
Hôm sau, 18 thí sinh được đưa đến một quán bar nơi Adams, Thanh Hằng xuất hiện và thông báo cho 18 người về thử thách vừa đi catwalk trên bàn xoay và phải vừa có biểu cảm. Không ít thí sinh có vẻ mặt hơi lo lắng trước phần thi. Khi bước lên sân khấu, một số thí sinh còn chưa có sự bứt phá khi đi tạo dáng vẻ mặt. Quang Đại, Thanh Thủy là hai thí sinh thể hiện tồi nhất trong buổi diễn biểu cảm ngày hôm nay; bên cạnh đó, nhiều thí sinh hay bị ngã khỏi bàn xoay do không giữ được thăng bằng. Cuối cùng, người chiến thắng thử thách là Chà Mi. Cô được nhận một phiếu mua hàng trị giá 1 triệu đồng từ hãng thời trang Canifa. Chà Mi đã chọn Hà Thu là người đồng hành cùng mình. Tối cùng ngày, Thanh Thủy đã khóc vì không tiến bộ trong thử thách vừa rồi. Mâu thuẫn đã xảy ra giữa các thí sinh nữ vì việc dọn dẹp chưa được tốt trong nhà và cách cư xử như thế nào cho tốt.
Lấy ý tưởng từ những bức tượng thời Phục Hưng với chủ đề Nụ hôn vĩnh cửu, giám khảo Nam Trung đưa ra thử thách chụp ảnh của tuần, đòi hỏi các thí sinh phải thể hiện những cách tạo dáng thời trang và hiện đại, đồng thời đem lại một câu chuyện cho mỗi bức ảnh. Lần lượt từng cặp thí sinh (với cơ thể được sơn theo từng cặp màu trắng – đen tương phản) bước vào set chụp hình với nhau. Kim Thoa – Mâu Thủy vô tình là cặp thí sinh nữ duy nhất được bắt cặp với nhau, ban đầu hai người không thể hợp tác được với nhau. Sau khi bị giám khảo Adam cảnh cáo, cả hai đã suy nghĩ lại, bước vào set chụp với một chủ đề khác hẳn: sự hận thù.
| Nhóm                     |
| ------------------------ |
| Anh Quân & Nguyễn Hằng   |
| Thanh Thủy & Kim Thoa    |
| Phan Linh & Văn Kiên     |
| Nguyễn Thanh & Mạnh Kiên |
| Minh Tòng & Quỳnh Mai    |
| Quang Đại & Phương Thảo  |
| Tuấn Việt & Chà Mi       |
| Thúc Bình & Hà Thu       |
| Kim Ngân & Trần Trung    |

Tối cùng ngày, 18 thí sinh được ca sĩ Thủy Tiên và Nam Trung đến thăm và hướng dẫn các thí sinh một loại thức uống rất ngon. Sau đó, 18 người cùng Thủy Tiên nhảy cùng nhau và trò chuyện vui vẻ. Bước vào buổi đánh giá, Văn Kiên bị chê là quá đơn giản, Nguyễn Thanh bị chê vẫn có sự quằn quại từ trước đến giờ. Người bị chê nhiều nhất là Quỳnh Mai do cô không mềm mại và vẫn còn sự vũ công của mình. Cặp được khen nhiều nhất là Chà Mi và Tuấn Việt do có năng lực trở thành người mẫu, và một số cặp được khen ngợi về hình chụp. Chà Mi là người có bức ảnh đẹp nhất trong tuần này, trong khi 5 thí sinh: Văn Kiên, Kim Ngân, Minh Tòng, Quỳnh Mai, Phương Thảo lại rơi xuống top nguy hiểm do đều không đạt tấm ảnh đẹp. Cuối cùng, Thanh Hằng đã lựa chọn Văn Kiên bởi Văn Kiên là người tuy học giỏi toán nhưng vẫn có tố chất người mẫu.

### Tập 4
Ngày phát sóng: 27 tháng 10 năm 2013
- Thử thách: Trang điểm trên xe không có gương và Thay đổi diện mạo (Make over)
- Chủ đề chụp hình: Người ngoài hành tinh
- Bức ảnh xuất sắc: Lê Văn Kiên
- Rớt chót: Đinh Hà Thu, Phan Thị Thùy Linh, Tạ Thúc Bình
- Bị loại: Phan Thị Thùy Linh, Tạ Thúc Bình[4]
- Khách mời đặc biệt: Don Hậu
- Nhiếp ảnh gia: Telee, Minduke Minh Đức
- Ở tuần này, các thí sinh được đưa đến PAMAS Beauty and Clinic để tham gia chăm sóc da, tẩy sạch lông bằng các phương pháp lazer và thông thường. Kết thúc buổi chăm sóc, giám khảo Nam Trung xuất hiện, đặt ra thử thách: trong vòng 30 phút khi di chuyển đến địa điểm cuối cùng, các thí sinh sẽ phải xuất hiện với một diện mạo theo yêu cầu. Các thí sinh nữ thì tóc buộc cao, mắt nước dài, lông mày đậm, môi đỏ. Các thí sinh nam trong khuôn mặt của một rocker, mạnh mẽ, với đôi mắt được tô đen và lông mày đậm, khối trên mặt được nhấn rõ ràng. Lưu ý quan trọng là toàn bộ thử thách sẽ diễn ra trên một chiếc xe khách đang di chuyển và hoàn toàn không hề có gương trang điểm. Các thí sinh nữ tỏ ra có lợi thế hơn hẳn ở phần thử thách này, trong khi các thí sinh nam thì trông giống gấu trúc hơn là rocker. Chà Mi bị say xe và không kiềm chế được. Ở địa điểm cuối cùng, Mâu Thanh Thủy đã được lựa chọn là người chiến thắng thử thách. Cô chọn Phan Linh cùng chia sẻ phần thưởng.
- Địa điểm cuối cùng cũng chính là nơi diễn ra phần make-over – thay đổi diện mạo cho các thí sinh. Tất cả đều có một diện mạo hoàn toàn mới, tiếp thêm phần tự tin cho họ thể hiện tốt hơn ở những vòng thi sau. Phan Linh được nhuộm hồng, ghìm bớt phần nam tính của cô lại. Trong khi Kim Thoa lại trở nên mặn mà và có phần gợi cảm hơn trước. Các thí sinh khác cũng có một sự thay đổi gần như là lột xác.
- Thử thách chụp ảnh của tuần yêu cầu các thí sinh chụp ảnh chân dung. Với một lớp make-up rất lạ và qua ống kính của nhiếp ảnh gia Tee Le, họ sẽ phải thể hiện sự tự tin và "kì lạ" của mình qua mỗi bức ảnh. Anh Quân làm không tốt, nhận phát đánh cảnh cáo của Thanh Hằng. Các thí sinh còn lại vẫn rất loay hoay chưa tìm ra được góc chụp đẹp nhất cho shoot ảnh lần này. Hà Thu cảm thấy không thoải mái với chiếc vòng cổ cô được đeo, cô thể hiện không tốt và cảm thấy thất vọng về bản thân.
- Tại buổi đánh giá và loại thí sinh, Thanh Hằng cảm thấy bất ngờ hoàn toàn trước diện mạo mới của các thí sinh. Cô nhận xét Hà Thu diễn hơi quá và có đòi hỏi của một ngôi sao. Văn Kiên tận dụng gương mặt góc cạnh của mình và những lời góp ý từ ban giám khảo để nhận được bức ảnh FCO của tuần. Chà Mi tiếp tục vị trí ở top đầu khi biết cách nắm bắt tinh thần buổi chụp hình. Vẻ đẹp lạ của Kim Thoa cũng giúp cô đứng ở vị trí thứ 3. Những cái tên Tuấn Việt, Nguyễn Thanh, Nguyễn Hằng, Trần Trung, Mạnh Kiên, Quang Đại cũng có nhiều sự tiến bộ. Thúc Bình một màu, Phan Linh không mạnh mẽ như vẻ bề ngoài và Hà Thu yếu đuối cùng lọt vào tốp nguy hiểm. Cuối cùng, Thanh Hằng gọi tên Hà Thu, cho cô một cơ hội tiếp tục cùng chương trình. Thúc Bình và Phan Linh cùng lúc bị loại ở tuần này.

### Tập 5
Ngày phát sóng: 3 tháng 11 năm 2013
- Thử thách: Tự chọn trang phục và trình diễn Catwalk trước đám đông
- Chủ đề chụp hình: Chụp hình với đà điểu
- Giám khảo khách mời: Adam Williams, anh Lê Minh Ngọc - đại diện tạp chí F fashion
- Bức ảnh xuất sắc: Anh Quân[5]
- Rớt chót: Kim Thoa, Mạnh Kiên[6]
- Bị loại: Kim Thoa[5]
- Nhiếp ảnh gia: Jun Dat
- Khi bức ảnh FCO ở tuần trước của Văn Kiên được xuất hiện trên màn hình TV ở nhà chung, nhiều thí sinh cho rằng sự thay đổi của anh chưa xứng đáng để nhận được vị trí cao nhất. Trần Trung ghi nhận sự cố gắng của Văn Kiên, nhưng anh không chắc ở lần sau Kiên có thể làm tốt được như thế nữa không. Sau khi chia tay với tận 6 thí sinh ở 2 tập liên tục, cuộc sống ở ngôi nhà chung trở nên trầm lắng hơn. Hà Thu im lặng và tự tách mình khỏi đám đông, cô làm cho Nguyễn Hằng cảm thấy thất vọng và Mâu Thủy thì cho rằng Thu chưa xứng đáng với sự lựa chọn của ban giám khảo.
- Tại PICO Plaza, các thí sinh được tham gia vào một buổi thử thách định hình phong cách cá nhân. Dưới sự quan sát của anh Lê Minh Ngọc – tổng biên tập tạp chí F Fashion, anh Nguyễn Tất Thành – phóng viên thời trang và giám khảo Đỗ Mạnh Cường, các thí sinh sẽ phải tự lựa chọn những bộ trang phục theo bốn phong cách thời trang điển hình của thế giới (Dior, Channel, Comme de Garcons và Alexander McQueen). Chỉ trong vòng 30 phút, các thí sinh phải hoàn thành tất cả các khâu chọn trang phục, phụ kiện, trang điểm và làm tóc cho phù hợp với phong cách mình đã chọn. Sau đó, lần lượt từng thí sinh được thể hiện khả năng catwalk trước sự chứng kiến của nhiều khách hàng trong trung tâm mua sắm. Nhiều thí sinh đã thể hiện khá thành công như Quang Đại, Hà Thu. Trong khi Mạnh Kiên và Kim Thoa lại có những sự kết hợp mắc rất nhiều lỗi và không mang tính thời trang. Kết quả cuối cùng, người được lựa chọn chiến thắng thử thách là Tuấn Việt. Anh chọn Mâu Thủy cùng chia sẻ phần thưởng chiến thắng.
- Ngày hôm sau, các thí sinh được đánh thức từ rất sớm, hoàn thành các khâu trang điểm và được đưa đến một vườn bách thú. Các thí sinh trong trang phục của NTK Đỗ Mạnh Cường, sẽ phải hóa thân thành những nhân vật thời trang trong bộ ảnh chụp cùng những chú đà điểu. Người bạn diễn khó chiều này đã làm khó rất nhiều thí sinh, một số thí sinh bị ngã liên tục như Mâu Thủy, Quang Đại, Kim Thoa, Hà Thu.
- Buổi đánh giá của tuần có thêm sự góp mặt của chuyên gia đào tạo catwalk Adam Williams và Tổng biên tập tạp chí F Fashion Lê Minh Ngọc. Anh Quân được khen ngợi nhờ trút bỏ thành công vẻ hot boy để sở hữu một tấm ảnh vô cùng thời trang. Anh được gọi tên đầu tiên nhờ tấm ảnh này. Hà Thu có một bước tiến vô cùng lớn khi đứng ở vị trí thứ 2. Trần Trung diễn đạt có chiều sâu qua đôi mắt và cũng ở vị trí top đầu. Quang Đại được khen đã thoát khỏi sự khó khăn (vì Đại bị dị ứng gia cầm). Tuần này là một tuần yếu thế cho những cái tên như Tuấn Việt, Nguyễn Thanh, Nguyễn Hằng, Văn Kiên, Chà Mi, … khi họ chưa thể hiện được tốt những gì giám khảo yêu cầu. Ở top nguy hiểm, Mạnh Kiên thiếu cảm nhận thời trang và Kim Thoa thiếu sự tinh tế cùng chia sẻ vị trí cuối bảng. Cuối cùng, Mạnh Kiên được đi tiếp cùng chương trình. Kim Thoa bị loại vì sự thể hiện của cô bị đánh giá là chưa có tính thời trang và thiên về phô diễn tính cách nhiều hơn.

### Tập 6
Ngày phát sóng: 10 tháng 11 năm 2013
- Thử thách: Tập thể lực với Trung tâm California Fitness and Yoga
- Chủ đề chụp hình: Viễn tưởng tương lai
- Bức ảnh xuất sắc: Tuấn Việt[7]
- Rớt chót: Văn Kiên, Mạnh Kiên[7]
- Bị loại: Mạnh Kiên[7]
- Khách mời đặc biệt: Vũ Thị Hoàng My,Nhan Phúc Vinh
- Giám khảo khách mời: ông Randy Dobson - chủ tịch hội đồng quản trị, người sáng lập California Fitness & Yoga Center
- Nhiếp ảnh gia: Zuki Nguyễn

Thử thách kỳ này là các thí sinh phải vượt qua các bài tập kiểm tra thể lực, sức bền và sự dẻo dai. Họ được đưa đến Trung tâm thể dục thể hình California Fitness and Yoga Center, tại đó có hai khách mời là Á hậu Việt Nam 2010 Hoàng My và người mẫu kiêm diễn viên Nhan Phúc Vinh. Hai vị khách đã trực tiếp tham gia hướng dẫn các thí sinh vượt qua các bài tập về thể lực. Tuy nhiên, đa số không hoàn thành được thử thách. 2 thí sinh thể hiện tốt nhất là Tuấn Việt và Mạnh Kiên và Mạnh Kiên hoàn thành sớm hơn nên là người thắng thử thách với giải thưởng là một thẻ tập luyện cùng bộ dụng cụ hỗ trợ luyện tập trị giá 10 triệu đồng và một phiếu mua sắm trị giá 2 triệu đồng. Anh chọn Trần Trung để chia sẻ giải thưởng.
Chủ đề chụp ảnh trong tập 6 là "âm hưởng tương lai"; các thí sinh phải hóa trang thành người ngoài hành tinh trong trang phục bằng nylon của Đỗ Mạnh Cường và tạo dáng cùng bóng đèn điện. Do chủ đề mơ hồ mà không ít thí sinh đã gặp khó khăn và tỏ ra lúng tung. Tuy nhiên, vẫn có những gương mặt cho thấy sự tiến bộ, chẳng hạn Nguyễn Thị Thanh, Anh Quân, Nguyễn Hằng, Thanh Thủy và Trần Trung. Quang Đại bị tuột phong độ của mình do bị chê bức hình như 1 cậu bé 12 tuổi. Tập này Tuấn Việt là người có tấm ảnh đẹp nhất, trong khi hai thí sinh nam Văn Kiên và Mạnh Kiên có hai bức hình tệ nhất. Văn Kiên có cố gắng nhưng chưa đủ và Mạnh Kiên có tiềm năng hơn nhưng không có sự thay đổi trong biểu cảm suốt từ đầu cuộc thi. Giám khảo người nước ngoài cho rằng tuy Mạnh Kiên có gương mặt rất nam tính nhưng kỳ này ánh mắt của anh trong hình là quá yếu. Kết quả cuối cùng, Mạnh Kiên là thí sinh chia tay chương trình. Ở cuối tập này, Thanh Hằng thông báo các thí sinh sẽ được di chuyển đến thành phố Nha Trang, Khánh Hòa.

### Tập 7
Ngày phát sóng: 17 tháng 11 năm 2013
- Thử thách: Catwalk nâng cao (trên cát và trên phao nước)
- Chủ đề chụp hình: Bản sắc dân tộc
- Bức ảnh xuất sắc: Thanh Thủy
- Rớt chót: Hà Thu, Trần Trung, Quang Đại
- Bị loại: Hà Thu, Trần Trung
- Khách mời đặc biệt: Duy Nguyễn từ Kelly Bùi
- Nhiếp ảnh gia: Zuki Nguyễn

Trong tập này, các thí sinh được đến Diamond Bay Resort and Spa Nha Trang.  Đây là một chuyến đi vô cùng có ý nghĩa đối với các thí sinh trong ngôi nhà chung. Họ đã có một ngày nghỉ ngơi thư giãn, cùng nhau chơi golf, tham quan và tắm biển, giúp họ có đủ năng lượng cho những thử thách tiếp theo.Hai thử thách "catwalk nâng cao" diễn ra tại bãi biển Nhũ Tiên và tại khu nghỉ dưỡng. Như lời giới thiệu của Thanh Hằng, người mẫu chuyên nghiệp phải có khả năng diễn trên mọi sàn catwalk, và thử thách đầu tiên là mang guốc cao và đi catwalk trên gờ cát. Sau đó, các thí sinh về khu nghỉ dưỡng để đi catwalk trên bể bơi. Các thí sinh nam bị yêu cầu phải đi kiễng chân để chia sẻ sự khó khăn với các thí sinh nữ đi giày cao gót. Kết thúc thử thách, Hà Thu giành chiến thắng và nhận phần thưởng là chuyến nghỉ dưỡng ba ngày hai đêm dành cho hai người tại Diamond Bay Resort and Spa trị giá 40 triệu đồng. Thí sinh Văn Kiên tỏ ra lo lắng khi Hà Thu càng tiến sâu vào trong thì sự cạnh tranh có thể làm sứt mẻ tình cảm giữa anh và Thu.
Sáng hôm sau, các thí sinh đến tháp Po Nagar. Tại đây nhà thiết kế Duy Nguyễn của thương hiệu Kelly Bùi trực tiếp tạo hình trang phục cho các thí sinh trên chất liệu vải thổ cẩm, lấy cảm hứng từ chính các thí sinh và bối cảnh thiên nhiên. Trong phần nhận xét, giám khảo Nam Trung tỏ ra rất thích tấm ảnh của Thanh Thủy bởi dù mặc một bộ trang phục rất khó thể hiện nhưng Thủy đã khiến nó trở nên "vô cùng thanh thoát". Trong khi đó, Quang Đại bị Nam Trung nhận xét là còn kém về cảm nhận trang phục, bối cảnh và những gì là high fashion. Đối với Hà Thu, giám khảo Mạnh Cường và Thanh Hằng đánh giá cô bị mất tinh thần và thiếu tự tin khi chụp hình. Tương tự, Trần Trung cũng bị nhận xét là không có tinh thần, thậm chí giám khảo Mạnh Cường còn phát biểu anh sẽ không bao giờ cần những người mẫu không dám thể hiện hết ý tưởng của nhà thiết kế như Trần Trung trong các buổi diễn. Kết thúc phần đánh giá, Thanh Thủy là thí sinh có tấm hình đẹp nhất. Hà Thu, Trần Trung, Quang Đại rơi vào nhóm nguy hiểm, và may mắn đã đến với Quang Đại. Hai thí sinh Hà Thu và Trần Trung chia tay với chương trình tại đây. Đây là tập loại trừ gây ra sự trái chiều của khán giả truyền hình khi 2 thí sinh có tiềm năng đều ra về.

### Tập 8
Ngày phát sóng: 24 tháng 11 năm 2013
- Thử thách: Giao lưu với người hâm mộ
- Chủ đề chụp hình: Các diễn viên xiếc trên không
- Bức ảnh xuất sắc: Nguyễn Hằng
- Rớt chót: Văn Kiên, Nguyễn Thanh
- Bị loại: Nguyễn Thanh[8]
- Nhiếp ảnh gia: Minh Đức

Trở về ngôi nhà chung, Quang Đại và Chà Mi đột ngột bị sốt siêu vi. Những thí sinh còn lại đã cùng nhau đưa cả hai đi khám và truyền nước, nấu cháo chăm sóc cho cả 2. Thật sự đến giờ phút này, các thí sinh trong ngôi nhà chung đã trở nên thân thiết và tình cảm hơn rất nhiều.
Tại hồ Con Rùa, trung tâm thành phố Hồ Chí Minh, Thanh Hằng phổ biến thử thách kỳ này cho các thí sinh: gặp gỡ người hâm mộ. Sau buổi thử thách, một số thí sinh nhận được nhận xét tốt từ phía khán giả tham gia. Bên cạnh đó cũng có thí sinh còn rụt rè. Người chiến thắng là Dương Mạc Anh Quân; anh được khen chân thành và chủ động trong mọi tình huống. Phần thưởng cho anh là voucher 10 triệu của Palmas Beauty Clinic. Nguyễn Hằng được anh chia sẻ phần thưởng.
Phần chụp hình của tập 8 diễn ra trên dây thăng bằng tại một rạp xiếc. Các thí sinh nữ bị yêu cầu vẫn phải đi giày cao gót. Trang phục là của nhà thiết kế Nila Nguyễn và nhãn hiệu Maschio. Không may trong buổi này Tuấn Việt gặp một tai nạn nhỏ khi anh quá ngả lưng về sau khiến dây đứt và ngã xuống nệm từ độ cao 4 m. Ý thức vệ sinh trong ngôi nhà chung lại một lần nữa được đem ra trong cuộc họp mới đây của các thí sinh. Quang Đại tỏ ra gay gắt khi nhiều người thiếu ý thức giữ gìn vệ sinh chung. Mâu Thủy và Tuấn Việt lại cho rằng đấy là vấn đề nhỏ và không nên để ý nhiều. Văn Kiên bày tỏ quan điểm không để cho những câu chuyện như thế này ảnh hưởng quá nhiều đến cuộc thi của mình.
Chà Mi được cả ba giám khảo nam khen ngợi rất nhiều cho bức hình của cô. Tuy nhiên, ảnh của Nguyễn Hằng mới được đánh giá cao nhất. Giám khảo tiếp tục yêu cầu Anh Quân phải tỏ ra mạnh mẽ hơn. Nguyễn Thanh bị Đỗ Mạnh Cường đánh giá còn quá chậm khi bắt nhịp yêu cầu so với các thí sinh khác. Cô là người phải chia tay cuộc thi.
Ở cuối tập này, Thanh Hằng tuyên bố các thí sinh sẽ được sang Singapore tham gia casting cho Singapore Fashion Week 2013. 

### Tập 9
Ngày phát sóng: 1 tháng 12 năm 2013
- Thử thách: Catwalk tại tuần lễ thời trang Singapore Fashion week và Chụp hình cho thương hiệu thời trang Canifa
- Chủ đề chụp hình: Tôi là quán quân Người Mẫu Việt Nam - Vietnam's Next Top Model 2013
- Giám khảo khách mời: Ông Jason Baumann, giám đốc điều hành của BeU Models Management
- Bức ảnh xuất sắc: Chà Mi
- Rớt chót: Quang Đại, Anh Quân
- Bị loại: Quang Đại
- Nhiếp ảnh gia: Nick Nguyen

Đến với Singapore để tham dự casting cho Singapore Fidé Fashion Week 2013, các thí sinh đều vô vùng hào hứng và phấn khích. Các cô gái được tham gia casting cho bộ sưu tập của nhà thiết kế Julien Fournié, Nguyễn Hằng không được chọn vì cơ thể hơi gầy, Mâu Thủy và Chà Mi đều được tham gia trình diễn. Đặc biệt, Chà Mi còn được lựa chọn làm first face cho show diễn vì hình mẫu giống như những gì Julien mong muốn. Sau đó, họ được gặp Daniel Boey (giám kháo Asia's Next top Model cycle 1), thành viên ban tổ chức Singapore Fidé Fashion Week 2013 và được ông mời tham gia casting cho một số show diễn. Rất là may mắn tất cả bảy thí sinh đều được tham gia trình diễn.  Show diễn của nhà thiết kế Julien Fournié diễn ra khá thành công, Chà Mi hoàn thành tốt vai trò first face của mình mặc dù những bước đi còn khá lúng túng, trong khi Mâu Thủy thì có bước catwalk khá nổi bật. Các thí sinh nữ tiếp tục bước catwalk cho show diễn Odessa, còn các thí sinh nam tham gia cho show Atelier Chardon Savard. Sau đó, cả bảy còn được tiếp tục tham gia thêm 2 show diễn nữa. Vậy là mỗi thí sinh của chúng ta đã dắt túi ít nhất 2 show diễn thời trang ở nước ngoài. Ông Frank Cintamani, chủ tịch liên đoàn thời trang cao cấp châu Á, cho biết ông rất tự hào khi được làm việc với các người mẫu từ VNTM và hy vọng được làm việc với họ vào năm sau.
Trở về nhà chung, Quang Đại và Tuấn Việt bất ngờ nhận được một buổi tiệc sinh nhật muộn từ ekip ban tổ chức chương trình. Bên cạnh những thí sinh khác trong ngôi nhà chung, vui vẻ cùng nhau, Tuấn Việt bảo rằng đây có lẽ là buổi tiệc sinh nhật mà anh không thể nào quên được.  Các thí sinh tiếp tục được đưa đến casting cho thương hiệu thời trang CANIFA, để tìm kiếm ra một gương mặt người mẫu nam và một mẫu nữ đại diện cho thương hiệu này. Sau khi nộp Portfolio, các thí sinh được thử đồ theo xu hướng Thu-Đông 2013, đi catwalk và được chụp thử lookbook cho Canifa. Chị Bích Ngọc và nhà thiết kế Hoàng Minh Hà (quán quân Project Runway VN mùa 1), đại diện thương hiệu Canifa đã rất khó khăn trong việc lựa chọn 1 nam và 1 nữ đạt yêu cầu nhất. Và thí sinh chiến thắng thử thách lần này là Mâu Thủy và Tuấn Việt.  Vào lúc chiều tối, các thí sinh nhận được thư từ host Thanh Hằng. Họ được thông báo phải diện những bộ cánh xinh đẹp nhất để lên xe limousine đến tham dự đêm tiệc của thương hiệu L’art de la. Tại đây, họ đã có cơ hội gặp gỡ rất nhiều nhân vật nổi tiếng như hoa hậu Trương Thị May, quán quân VNTM 2011 Hoàng Thùy,… và cả host Thanh Hằng.
Tại studio bố trí set chụp hình cho thử thách của tuần, giám khảo Nam Trung thông báo các thí sinh sẽ được tham gia chụp ảnh làm người đại diện để quảng bá cho chính chương trình VNTM. Họ sẽ phải đứng trên mặt nước của bể nước để thực hiện phần chụp ảnh, trong những trang phục của nhà thiết kế Hoàng Minh Hà và Đỗ Mạnh Cường, qua ống kính của nhiếp ảnh gia Nick Nguyễn từ tạp chí F Fashion. Chà Mi được khen ngợi nhờ có những bước tiến ngoạn mục khi tham gia Singapore fashion week và cả khi chụp ảnh photoshoot. Cô nhận được bức ảnh FCO thứ hai của mình. Mâu Thủy chưa đặt sự tự tin đúng chỗ, khiến cô ở sàn thời trang quốc tế bị nhạt nhòa, tuy vậy, bức ảnh của cô vẫn tương đối đẹp và cô xếp ở vị trí thứ 2. Văn Kiên đang trong giai đoạn chạy nước rút, anh tự tin hơn và nằm ở vị trí thứ 3. Tuấn Việt một lần nữa được Thanh Hằng khuyên phải biết tiết chế, Nguyễn Hằng cũng được nhắc nhở về sự đa dạng khi chụp ảnh. Anh Quân vẫn còn chưa thoát khỏi hình ảnh một chàng hot boy tuổi teen, và Quang Đại chưa thực sự hoàn hảo về hình thể cùng chia sẻ vị trí top nguy hiểm. Anh Quân tiếp tục được gọi tên đồng hành cùng chương trình, Quang Đại phải là thí sinh ra về.

### Tập 10
Ngày phát sóng: 8 tháng 12 năm 2013
- Thử thách: Học diễn xuất với diễn viên Hiếu Hiền trước ống kính
- Chủ đề chụp hình: Đóng quảng cáo cho thương hiệu mỹ phẩm Boujor Paris và Top 4 chụp hình cho tạp chí thời trang F-fashion
- Video xuất sắc: Thanh Thủy & Văn Kiên
- Rớt chót: Tuấn Việt, Nguyễn Hằng, Anh Quân
- Bị loại: Nguyễn Hằng, Anh Quân
- Giám khảo khách mời: Chị Hương Color - tổng biên tập tạp chí thời trang F fashion

Chà Mi được đến siêu thị nội thất UMA để mua sắm, phần thưởng cho bức ảnh FCO tuần trước của cô. Cô mua quà cho cả các thí sinh khác và vác theo cả một cây thông Noel, cùng các thí sinh trong ngôi nhà chung đón Giáng sinh sớm bên nhau.
Các thí sinh được đưa đến sân khấu kịch Idecaf, như mọi năm, để được học hỏi về kĩ năng diễn xuất, một kĩ năng không thể thiếu đối với một người mẫu. Khách mời của mùa này là diễn viên Hiếu Hiền, một cái tên đã rất quen thuộc với nhiều tín đồ phim truyền hình Việt Nam. Sau khi được Hiếu Hiền chia sẻ, được lên sân khấu trải nghiệm những tình huống oái ăm mà diễn viên này đặt ra, các thí sinh đã tự trang bị cho mình thêm rất nhiều kinh nghiệm. Các thí sinh được tặng một túi quà tặng gồm một thỏi son của nhãn hàng Bourjois Paris, sau đó họ nhận mật thư từ Thanh Hằng và được đưa đến một phim trường rất lớn. Tại đây, Thanh Hằng thông báo hôm nay là thử thách cuối cùng trước khi top 4 vào chung kết VNTM được công bố, họ sẽ phải quay một đoạn TVC quảng cáo cho sản phẩm son môi của thương hiệu Bourjois Paris.
Trước khi vòng đánh giá và loại cuối cùng diễn ra, các thí sinh được đưa đến Pamas Spa & Clinic để được chăm sóc sắc đẹp. Như chia sẻ của Thanh Hằng, dù ở lại hay phải chia tay cuộc thi, thì ai cũng phải giữ cho mình vẻ ngoài rạng rỡ nhất. Họ đều hồi hộp chờ đợi những cái tên nào sẽ được đặt chân đến Paris hoa lệ.
Mâu Thủy được khen ngợi rất nhiều nhờ phần diễn xuất trong TVC, cô có bước đi, có ánh nhìn, có điểm dừng rất đạt yêu cầu, hóa thân hoàn hảo thành một cô gái Pháp xinh đẹp, quyến rũ. Cô được gọi tên là người đầu tiên lọt vào top 4. Chà Mi và Văn Kiên có một hành trình khá dài từ con số 0 và là những cái tên tiếp theo. Đồng thời Văn Kiên cũng được thông báo chính là người chiến thắng thử thách diễn xuất cùng Hiếu Hiền hôm trước. Top 3 còn lại, ai cũng có những điểm mạnh yếu riêng. Tuấn Việt vẫn là lời nhắc phải tiết chế, Anh Quân thiếu sự bình tĩnh của một người đàn ông trưởng thành, Nguyễn Hằng còn hơi hồn nhiên khi chưa nhập tâm vào vai diễn. Và người cuối cùng được gọi tên chính là Vũ Tuấn Việt. Hai thí sinh còn lại phải nói lời chia tay chương trình.
Như vậy, top 4 của chương trình VNTM 2013 đã được xác định, đó là: Mâu Thủy, Tuấn Việt, Chà Mi và Văn Kiên. Họ đã được đưa đến kinh đô thời trang Paris và có những trải nghiệm đáng nhớ. Top 4 đã có cơ hội tham quan những địa danh nổi tiếng, được tham quan trụ sở chính của thương hiệu Bourjois Paris. Dưới cái lạnh -2 độ C và trên một nóc nhà, các thí sinh phải thực hiện bộ ảnh cho tạp chí F Fashion. Ngoài ra, Chà Mi và Mâu Thủy còn có cơ hội gặp lại nhà thiết kế người Pháp Julien Fournié để tham gia casting cho show diễn mới nhất của nhà thiết kế này.
Trở về nhà chung, top 4 được gặp gỡ lại người thân trong gia đình của mình sau nhiều tháng xa cách. Các thí sinh giới thiệu nơi ở cho gia đình mình. Trong mắt những người cha mẹ, con cái của họ thực sự đã trưởng thành hơn rất nhiều. Cuộc gặp gỡ đã tiếp thêm động lực rất lớn cho các thí sinh trước khi họ phải thể hiện hết mình ở đêm chung kết.

### Đêm chung kết
Ngày phát sóng: 22 tháng 12 năm 2013
- Thử thách: Catwalk trên sàn diễn thời trang theo hình Kim Tự Tháp
- Chủ đề chụp hình: Percieve Music (Tuấn Việt & Mâu Thủy)
- Chiến thắng: Mâu Thanh Thủy
- Á quân: Vũ Tuấn Việt
- Bị loại: Lê Văn Kiên, Nguyễn Thị Chà Mi
- Khách mời: MC Anh Tuấn, J. Alexander, MC Tùng Leo, Daniel Boey (giám khảo Asia's Next top Model cycle 1)
- Trang phục: NTK Châu Chấn Hưng, NTK Hoàng Minh Hà
- Nhiếp ảnh gia: Lee Powers

Hồ Ngọc Hà mở đầu đêm chung kết với màn liên khúc vô cùng sôi động, cùng sự góp mặt của dàn mẫu từ các mùa VNTM. Sau đấy, MC Anh Tuấn giới thiệu chương trình cũng như bộ 3 giám khảo quyền lực của mùa này: Thanh Hằng, Nam Trung và Đỗ Mạnh Cường. Và cuối cùng là vị giám khảo khách mời quyền lực Jay Alexander, "nữ hoàng catwalk".
Những nhân vật được chờ đợi nhất, top 4 của chương trình đã xuất hiện thật lộng lẫy trên sân khấu. Sau khi các giám khảo chia sẻ cảm xúc của mình khi được chứng kiến màn xuất hiện của 4 thí sinh trên sân khấu, top 4 bước ngay vào phần thi đầu tiên: phần thi catwalk. Thanh Hằng cảm thấy chạnh lòng vì tại sao những tập ghi hình trước đây chưa thấy sự nổi bật của 4 thí sinh, để giờ trên sân khấu họ lại thể hiện xuất sắc như vậy. Nam Trung ghi nhận từng dấu ấn cá nhân trong mỗi bước chân của mỗi thí sinh.
Trong lúc chờ đợi ban giám khảo hội ý, MC Tùng Leo ở khu vực hậu trường đã có cơ hội được trò chuyện với hai quán quân ở hai mùa giải trước Mai Giang và Hoàng Thùy, đồng thời được nghe NTK Châu Chấn Hưng (á quân Project Runway mùa 1) chia sẻ về bộ sưu tập mới của anh, sẽ được trình diễn ngay sau đó. Sau khi các người mẫu VNTM ở các mùa trước trình diễn bộ sưu tập "Sự chuyển động của những cánh hoa" của NTK Châu Chấn Hưng, top 4 của chương trình trở lại để nghe đánh giá từ ban giám khảo. Ban giám khảo đã rất khó khăn khi buộc phải đưa ra hai cái tên đi tiếp vào vòng trong: Mâu Thanh Thủy và Tuấn Việt. Như vậy, Chà Mi và Văn Kiên phải nói lời chia tay tại đây. Chàng trai ngoại quốc Kyo York làm nóng khán phòng với ca khúc Em đẹp nhất đêm nay, trong khi top 2 đang vào phía hậu trường để chuẩn bị cho phần thi photoshoot cuối cùng.
Người thực hiện phần photoshoot của các thí sinh là nhiếp ảnh gia Lee Power. Trong vòng 2-3 phút, với những thể loại nhạc khác nhau, top 2 sẽ phải thể hiện sự tự tin và biến hóa linh hoạt của mình qua mỗi shoot hình, vừa đủ độ tĩnh của một người mẫu để nhiếp ảnh gia có thể lưu lại, vừa đủ độ động cần có để phần tạo dáng thật sự thú vị. Phần thể hiện của hai thí sinh thật sự rất cuốn hút. Sau đấy, MC Anh Tuấn đã có phần giao lưu với ông Daniel Boey, thành viên Ban tổ chức Singapore Fidé Fashion Week 2013 và ông Jason Baumann, giám đốc công ty BeU Models, đơn vị đồng hành cùng các thí sinh năm nay. Cả hai đều cảm thấy vô cùng tự hào cho ngành thời trang Việt và tin chắc rằng những thí sinh VNTM sẽ còn tiến xa hơn nữa trong tương lai. Trang Pháp tiếp tục hâm nóng sân khấu với ca khúc She Rocks do chính cô tự sáng tác.
Ở khu vực hậu trường, MC Tùng Leo tiếp tục giao lưu cùng quán quân Project Runway 2013 Hoàng Minh Hà và một số thí sinh trong mùa giải năm nay. Các thí sinh của mùa 4 cùng nhau trình diễn bộ sưu tập "Âm Dương" của NTK Hoàng Minh Hà. Mâu Thanh Thủy và Tuấn Việt xuất hiện rất quyền lực ở vị trí vedette và chờ đợi nhận xét của ban giám khảo. Mâu Thủy được khen ngợi nhờ cách làm việc với ống kính, cô đã làm bộ trang phục trở nên rất lộng lẫy và có hồn. Tuấn Việt rất tự tin, thể hiện đúng tinh thần của từng điệu nhạc và thật sự tỏa sáng với phần thi của mình. Cuối cùng, giây phút quyết định đã đến, hình ảnh của Mâu Thủy cover cho F Fashion Magazine đã xuất hiện trên màn hình lớn của sân khấu. Mâu Thủy đã được mệnh danh là nhà vô địch VNTM mùa thứ 4.

## Kết quả

### Danh sách thí sinh vào nhà chung
(Tính theo tuổi khi còn trong cuộc thi)
| Thí sinh | Thí sinh              | Tuổi | Quê quán              | Chiều cao               | Bị loại | Hạng  | Ghi chú |
| -------- | --------------------- | ---- | --------------------- | ----------------------- | ------- | ----- | --- |
|          | Ngô Thị Quỳnh Mai     | 18   | Tp. Hồ Chí Minh       | 1,72 m (5 ft 7+1⁄2 in)  | Tập 3   | 18-15 | Top 12 Asia's Next Top Model 2016 Top 45 Hoa hậu Hoàn vũ Việt Nam 2015 Á quân The Face Vietnam 2016 Influencer Of The Year - Influence Asia 2017 Á hậu 4 Hoa hậu Hòa bình Việt Nam 2022 Á quân 1 The New Mentor - Người mẫu Toàn năng 2023 - Team Thanh Hằng |
|          | Đỗ Thị Kim Ngân       | 20   | Lạng Sơn              | 1,74 m (5 ft 8+1⁄2 in)  | Tập 3   | 18-15 | Top 14 Hoa khôi Áo dài Việt Nam 2014 |
|          | Nguyễn Quốc Minh Tòng | 22   | Đắk Lắk               | 1,85 m (6 ft 1 in)      | Tập 3   | 18-15 | |
|          | Lê Uyên Phương Thảo   | 23   | Đồng Nai              | 1,71 m (5 ft 7+1⁄2 in)  | Tập 3   | 18-15 | |
|          | Tạ Thúc Bình          | 21   | Hà Nội                | 1,80 m (5 ft 11 in)     | Tập 4   | 14-13 | |
|          | Phan Thị Thùy Linh    | 21   | Lâm Đồng              | 1,73 m (5 ft 8 in)      | Tập 4   | 14-13 | |
|          | Phạm Thị Kim Thoa     | 24   | Lào Cai               | 1,74 m (5 ft 8+1⁄2 in)  | Tập 5   | 12    | |
|          | Trần Mạnh Kiên        | 21   | Vĩnh Phúc             | 1,83 m (6 ft 0 in)      | Tập 6   | 11    | Top 10 Nam vương Việt Nam 2019 Á vương 3 Manhunt International 2022 |
|          | Nguyễn Trần Trung     | 20   | Hà Nội                | 1,83 m (6 ft 0 in)      | Tập 7   | 10-9  | Giải Đồng Siêu mẫu Việt Nam 2015 |
|          | Đinh Hà Thu           | 24   | Hà Nội                | 1,72 m (5 ft 7+1⁄2 in)  | Tập 7   | 10-9  | |
|          | Nguyễn Thị Thanh      | 20   | Thái Bình             | 1,75 m (5 ft 9 in)      | Tập 8   | 8     | Quán quân nữ Ngôi sao Việt Nam 2015 |
|          | Trần Quang Đại        | 21   | Bà Rịa – Vũng Tàu     | 1,84 m (6 ft 1⁄2 in)    | Tập 9   | 7     | |
|          | Dương Mạc Anh Quân    | 24   | Hà Nội                | 1,86 m (6 ft 1 in)      | Tập 10  | 6-5   | Tham gia The Face Men Thailand mùa 2 Tham gia Cuộc đua kỳ thú 2019 Tham gia Én vàng nghệ sĩ 2024 |
|          | Nguyễn Thị Hằng       | 20   | Đồng Nai              | 1,75 m (5 ft 9 in)      | Tập 10  | 6-5   | |
|          | Lê Văn Kiên           | 20   | Thanh Hóa             | 1,89 m (6 ft 2+1⁄2 in)  | Tập 11  | 4-3   | |
|          | Nguyễn Thị Chà Mi     | 19   | Phú Thọ               | 1,74 m (5 ft 8+1⁄2 in)  | Tập 11  | 4-3   | Á quân All-Stars |
|          | Vũ Tuấn Việt          | 21   | Hải Dương             | 1,82 m (5 ft 11+1⁄2 in) | Tập 11  | 2     | |
|          | Mâu Thị Thanh Thủy    | 21   | Thành phố Hồ Chí Minh | 1,77 m (5 ft 9+1⁄2 in)  | Tập 11  | 1     | Top 28 Siêu mẫu Việt Nam 2012 Tham gia Cuộc đua kỳ thú 2016 Á hậu 2 Hoa hậu Hoàn vũ Việt Nam 2017 |

### Thứ tự gọi tên
| Thứ tự | Tập          | Tập                     | Tập                                      | Tập                 | Tập          | Tập          | Tập               | Tập          | Tập         | Tập                  | Tập             | Tập        |
| Thứ tự | 1            | 2                       | 3                                        | 4                   | 5            | 6            | 7                 | 8            | 9           | 10                   | 11              | 11         |
| ------ | ------------ | ----------------------- | ---------------------------------------- | ------------------- | ------------ | ------------ | ----------------- | ------------ | ----------- | -------------------- | --------------- | ---------- |
| 1      | Trần Trung   | Quang Đại               | Chà Mi                                   | Văn Kiên            | Anh Quân     | Tuấn Việt    | Thanh Thủy        | Nguyễn Hằng  | Chà Mi      | Thanh Thủy           | Thanh Thủy      | Thanh Thủy |
| 2      | Phương Thảo  | Quỳnh Mai               | Tuấn Việt                                | Chà Mi              | Hà Thu       | Hà Thu       | Nguyễn Hằng       | Tuấn Việt    | Thanh Thủy  | Chà Mi               | Tuấn Việt       | Tuấn Việt  |
| 3      | Minh Tòng    | Kim Thoa                | Thúc Bình                                | Kim Thoa            | Trần Trung   | Trần Trung   | Tuấn Việt         | Quang Đại    | Văn Kiên    | Văn Kiên             | Chà Mi Văn Kiên |            |
| 4      | Nguyễn Hằng  | Chà Mi                  | Hà Thu                                   | Tuấn Việt           | Quang Đại    | Thanh Thủy   | Anh Quân          | Chà Mi       | Tuấn Việt   | Tuấn Việt            | Chà Mi Văn Kiên |            |
| 5      | Anh Quân     | Nguyễn Hằng             | Nguyễn Hằng                              | Nguyễn Thanh        | Thanh Thủy   | Nguyễn Hằng  | Chà Mi            | Thanh Thủy   | Nguyễn Hằng | Nguyễn Hằng Anh Quân |                 |            |
| 6      | Quỳnh Mai    | Thùy Linh               | Trần Trung                               | Quang Đại           | Tuấn Việt    | Anh Quân     | Văn Kiên          | Anh Quân     | Anh Quân    | Nguyễn Hằng Anh Quân |                 |            |
| 7      | Thanh Thủy   | Tuấn Việt               | Thùy Linh                                | Trần Trung          | Nguyễn Thanh | Nguyễn Thanh | Nguyễn Thanh      | Văn Kiên     | Quang Đại   |                      |                 |            |
| 8      | Nguyễn Thanh | Hà Thu                  | Kim Thoa                                 | Mạnh Kiên           | Nguyễn Hằng  | Chà Mi       | Quang Đại         | Nguyễn Thanh |             |                      |                 |            |
| 9      | Thùy Linh    | Mạnh Kiên               | Thanh Thủy                               | Nguyễn Hằng         | Văn Kiên     | Quang Đại    | Hà Thu Trần Trung |              |             |                      |                 |            |
| 10     | Quang Đại    | Kim Ngân                | Mạnh Kiên                                | Thanh Thủy          | Chà Mi       | Văn Kiên     | Hà Thu Trần Trung |              |             |                      |                 |            |
| 11     | Thúc Bình    | Trần Trung              | Anh Quân                                 | Anh Quân            | Mạnh Kiên    | Mạnh Kiên    |                   |              |             |                      |                 |            |
| 12     | Chà Mi       | Thúc Bình               | Quang Đại                                | Hà Thu              | Kim Thoa     |              |                   |              |             |                      |                 |            |
| 13     | Mạnh Kiên    | Văn Kiên                | Nguyễn Thanh                             | Thùy Linh Thúc Bình |              |              |                   |              |             |                      |                 |            |
| 14     | Kim Ngân     | Minh Tòng               | Văn Kiên                                 | Thùy Linh Thúc Bình |              |              |                   |              |             |                      |                 |            |
| 15     | Văn Kiên     | Anh Quân                | Minh Tòng Kim Ngân Phương Thảo Quỳnh Mai |                     |              |              |                   |              |             |                      |                 |            |
| 16     | Hà Thu       | Phương Thảo             | Minh Tòng Kim Ngân Phương Thảo Quỳnh Mai |                     |              |              |                   |              |             |                      |                 |            |
| 17     | Kim Thoa     | Thanh Thủy Nguyễn Thanh | Minh Tòng Kim Ngân Phương Thảo Quỳnh Mai |                     |              |              |                   |              |             |                      |                 |            |
| 18     | Tuấn Việt    | Thanh Thủy Nguyễn Thanh | Minh Tòng Kim Ngân Phương Thảo Quỳnh Mai |                     |              |              |                   |              |             |                      |                 |            |

     Thí sinh chiến thắng
     Thí sinh bị loại
     Thí sinh đứng cuối bảng nhưng không bị loại
1. ↑   Trong tập 2, Mâu Thủy và Nguyễn Thanh đứng cuối bảng nhưng không bị loại

### Chủ đề chụp ảnh
- Tập 1: Chụp ảnh theo cặp với đồ tắm (Vòng casting)
- Tập 2: Phía sau hậu trường và đi catwalk dưới sàn có lửa
- Tập 3: Nụ hôn vĩnh cửu
- Tập 4: Ảnh chân dung
- Tập 5: Chụp ảnh với đà điểu
- Tập 6: Âm hưởng tương lai
- Tập 7: Màu sắc dân tộc
- Tập 8: Chụp ảnh trong rạp xiếc
- Tập 9: Tôi là VNTM < I am Vietnam's next top model >
- Tập 10: Đóng quảng cáo cho Bonjour Paris (top 6); Chụp hình cho tạp chí F tại Paris (top 4)
- Tập 11: Perceive Music

## Sau Top Model
- Quỳnh Mai: kí hợp đồng với BeU Models. Cô làm người mẫu ảnh[10][11][12] và chụp hình cho một số tạp chí cùng với trang bìa như Đẹp, Elle[13], Harper's Bazaar[14][15],... Cô đã sải bước trên các sàn diễn thời trang của NTK Chung Thanh Phong[16], Thời trang & Cuộc Sống[17], Elle Fashion Journey 2016[18],... và xuất hiện trong chiến dịch quảng cáo cho M.O.I Cosmetics, Black Rouge, Vera By Chi Pu, Oppo, Grab,... Ngoài ra, cô còn xuất hiện trong video âm nhạc "Bartender" của Dương Triệu Vũ[19] và cũng theo đuổi con đường âm nhạc khi ra mắt một số bài hát mới của mình, giành được giải thưởng "Influencer Of The Year" của lễ trao giải Influence Asia 2017, tham gia bộ phim điện ảnh Thạch Thảo và đảm nhận vai trò huấn luyện viên của Hoa hậu Chuyển giới Việt Nam 2023, The Next Gentleman 2024,...
- Kim Ngân: làm người mẫu ảnh[20] và chụp hình cho các tạp chí thời trang như Sành Điệu, Style, Tóc Đẹp, Heritage Fashion,... Cô còn sải bước trên một số sàn diễn thời trang của Canifa, Quyên Nguyễn Bridal[21], Calla Bridal, NTK Hà Trương, Vietnam Fashion Week[22], Lễ hội Áo Dài Festival Huế, Show tốt nghiệp Học viện Thiết kế và Thời trang London, Sakura Collection Vietnam 2014, MarryWedding Day, Lễ hội áo dài Hương sắc Hà Nội 2014, Convenging Fashion Show, Lễ Hội Áo Dài 2016, Vietnam International Fashion Week,... và chụp hình quảng cáo cho NTK Nguyễn Trần Đức Long, NTK Linh Nguyễn Bùi, NTK Cao Minh Tiến, Emspo Fashion, Charmilles Fashion, Vezoso Fashion, Owen Fashion, Jean Viget, Thời Trang Pivon, Urban Blues[23], Mazano, Thuy An Design, Seven.AM, NG 3.5 Studio, Happy Clothings, Canifa, Weill Paris, Elise Fashion, Quyên Nguyễn Bridal, Resa DAFC, OZ Design House, H&T Fashion[24], Reina by Lade, O.jeans, Tiffany Kimberly,... Ngoài ra, cô còn mở 2 cửa hàng shop thời trang Kim Boutique và Tiffany Kimberly Homewear ở Hà Nội. Cô đã rút khỏi ngành người mẫu từ năm 2019 và hiện tại đã lập gia đình.
- Phương Thảo: tiếp tục làm người mẫu trước khi rút khỏi ngành người mẫu vài năm sau đó. Hiện tại, cô đã kết hôn với người chồng ngoại quốc Keenan Nathan.
- Minh Tòng: làm người mẫu ảnh và được chụp hình cho tạp chí Thể Thao Văn Hóa & Đàn Ông 8/2014. Anh đã rút khỏi ngành người mẫu từ năm 2015 và hiện tại đã lập gia đình.
- Thúc Bình: làm người mẫu ảnh[25], xuất hiện trong chiến dịch quảng cáo cho Biluxury. và sải bước trên một số sàn diễn thời trang của Biluxury, NTK Đỗ Mạnh Cường, NTK Cao Minh Tiến,... Hiện tại, anh đã rút khỏi ngành người mẫu từ năm 2020 và đang làm công việc bất động sản.
- Thùy Linh: làm người mẫu tự do[26] và xuất hiện trong chiến dịch quảng cáo cho Nosbyn, Emigo Vinfashion, Rue Des Chats, Cowee Fashion, Caostu, NTK Chung Thanh Phong[27], NTK Hà Nhật Tiến,... Cô đã xuất hiện trên tạp chí cùng với một số trang bìa như Đẹp, Elle, Harper's Bazaar, Her World, F Fashion, L'Officiel, Mốt, Marry Cẩm Nang Cưới, Xe & Thể Thao, Thể Thao Văn Hoá & Đàn Ông,... và sải bước trên một số sàn diễn thời trang của Vungoc&Son, Ivy Moda, Viveire, NTK Đỗ Mạnh Cường, NTK Chung Thanh Phong[28], NTK Lý Giám Tiền, Thời Trang & Đam Mê[29], Thời Trang & Cuộc Sống, Thời Trang & Nhân Vật, Xu Hướng & Phong Cách, Vietnam International Fashion Week, Elle Fashion Show, Vietnam Runway Fashion Week,... Hiện tại, cô đang làm cố vấn người mẫu của lớp học Phan Linh Catwalk.
- Kim Thoa: làm người mẫu ảnh tự do và cũng là người mẫu của chương trình Project Runway Vietnam 2014. Hiện tại, cô đã rút khỏi ngành người mẫu từ năm 2015 và đang sinh sống cùng gia đình nhỏ của mình.
- Mạnh Kiên: kí hợp đồng với Incanto Model Agency. Anh làm người mẫu ảnh[30] và được chụp hình cho trang bìa tạp chí trong nước như Harper's Bazaar[31], Her World,... và ngoài nước như Gmaro Pháp[32]. Anh đã xuất hiện trong chiến dịch quảng cáo cho Kwin 7, NTK Ken Nguyễn, NTK Cao Minh Tiến[33],... và sải bước trên một số sàn diễn thời trang của Canifa, NTK Đỗ Mạnh Cường, NTK Cao Minh Tiến, Thời Trang & Cuộc Sống, Hanoi Fashion Week 2014, Vietnam International Fashion Week, Vietnam – Italia Fashion Week,... Ngoài ra, anh còn tham gia gameshow hẹn hò Đảo Thiên Đường 2024.[34]
- Hà Thu: kí hợp đồng với BeU Models. Cô làm người mẫu ảnh và được chụp hình cho tạp chí Style, Marry Cẩm Nang Cưới[35],... Cô đã xuất hiện trong chiến dịch quảng cáo cho Charmilles, Emigo Vinfashion, SilkyVietnam, NTK Phan Nguyễn Minh Quân[36], NTK Tô Phan Diệu Linh[37], NTK Hà Linh Thư,... và sải bước trên một số sàn diễn thời trang của Moschino, L'Oréal, Rue Des Chats, Elise Fashion, Happy Clothing, Thanh Hai Couture, NTK Đỗ Mạnh Cường, NTK Phan Nguyễn Minh Quân, NTK Hà Trương, NTK Adrian Anh Tuấn, Đẹp Fashion Runway, Show tốt nghiệp Học viện Thiết kế và Thời trang London, Hairshow Goldwell 2015, Vietnam International Fashion Week, Fashion Voyage, Moroccanoil Hair Show,... Hiện tại, cô đã lập gia đình và vẫn làm người mẫu tự do.
- Trần Trung: đầu quân công ty Nomad Management và Portfolios Casting Agency. Anh làm người mẫu ảnh[38][39][40] và đã xuất hiện trong chiến dịch quảng cáo cho Canifa, 31 Boutique, Zeal Shoes, Ivy Moda, Kantan Shop, TC by Chang, OVS Vietnam, Owen Fashion, 2Plo, Move Free,... Anh đã xuất hiện trên tạp chí cùng với một số trang bìa trong nước như Heritage Fashion, Marry Cẩm Nang Cưới, Mốt,... và sải bước trên một số sàn diễn thời trang của Vungoc&Son[41], Canifa, Ivy Moda, NTK Đỗ Mạnh Cường, NTK Cao Minh Tiến, Elle Fashion Show, Phong Cách & Cuộc Sống, Thời Trang & Cuộc Sống, Vietnam International Fashion Week, Faslink Fashion Show[42], Vietnam International Fashion Festival[43],... Ngoài ra, anh còn thử sức với vai trò là nhà thiết kế với nhãn hãng Bizz Shop, tham gia đóng phim điện ảnh như Đời Cho Ta Bao Lần Đôi Mươi, Kiều @[44],... và xuất hiện trong các video âm nhạc "Keep Me In Love" của Hồ Ngọc Hà, "Đừng Rời Xa Em" của Giang Hồng Ngọc, "Nói Yêu Em Vậy Đi" của Thu Thủy, "Yêu Anh Em Phải Làm Gì" & "Em Không Còn Yêu" của Ngô Như Thủy... Hiện tại, anh đã kết hôn với hot girl Hồng Nguyễn Thảo Như[45] và làm công việc giám đốc điều hành An Tâm Holistic.[46]
- Nguyễn Thanh: đầu quân công ty BeU Models và Portfolios Casting Agency. Cô làm người mẫu ảnh và xuất hiện trong chiến dịch quảng cáo cho Lassy VN[47], Xita by Katy Nguyen, Image Skincare VN,... Cô được xuất hiện trên tạp chí cùng với một số trang bìa trong nước như Đẹp, Harper's Bazaar, Mốt,... và sải bước trên một số sàn diễn thời trang của Vungoc&Son, Valenciani, Thủy Design House, NTK Đỗ Mạnh Cường, Thời Trang & Nhân Vật, Vietnam International Fashion Week, Vietnam International Fashion Festival,... Ngoài ra, cô cũng là người mẫu của chương trình Project Runway Vietnam 2014.
- Quang Đại: đầu quân công ty BeU Models và Nomad Management. Anh làm người mẫu ảnh[48][49] và đã xuất hiện trong chiến dịch quảng cáo cho Citizen[50], Gap, Tommy Hilfiger, Lacoste, Canifa, Maschio VN, Urbanista Fashion, Ninomaxx, Pedro, Tumi, Samsung, Xiaomi, Huawei, LG, VinFast, VietJet Air, AirAsia, Singapore Airlines, 7 Up, Pepsi, Heineken,... Anh đã sải bước trên một số sàn diễn thời trang của Thời Trang & Đam Mê[51], Phong Cách & Cuộc Sống[52], Elle Fashion Journey, Đêm hội chân dài 2014[53],... và xuất hiện trên tạp chí cùng với một số trang bìa trong nước như Đẹp[54][55], Elle, Harper's Bazaar, Elle Man[56], L'Officiel[57], Men's Folio[58][59][60][61], Thể Thao Văn Hóa & Đàn Ông, Gentlemen - Fashion, Heritage Fashion, Travellive, Men&life,... và ngoài nước như Buro. Singapore[62]. Ngoài ra, anh cũng là người mẫu của chương trình Project Runway Vietnam 2014[63], cùng với Tuyết Lan, Mâu Thủy & Hương Ly đảm nhiệm vai trò huấn luyện viên trong Model Kid Vietnam 2019 và xuất hiện trong các video âm nhạc "Giấc Mơ Không Còn Là Giấc Mơ" của Thanh Duy Idol, "Lạc Nhau Có Phải Muôn Đời" của Erik,... Từ năm 2016, anh dần rút khỏi làng người mẫu và tập trung với vai trò travel blogger, họa sĩ[64][65] và doanh nhân.
- Nguyễn Hằng: gia nhập công ty BeU Models, Nomad Management, Nest Models Vietnam, Portfolios Casting Agency, Models Package Management ở Los Angeles, Wu Models ở Kuala Lumpur và Milk Model Management ở Luân Đôn. Cô làm người mẫu ảnh[66][67][68][69][70] và xuất hiện trên tạp chí cùng với một số trang bìa trong nước như Đẹp, Elle[71], Harper's Bazaar, Her World, F Fashion, L'Officiel, Mốt, Heritage Fashion, Nữ Doanh Nhân, Golf&Life,... và ngoài nước như Sisters Malaysia, Cleo Malaysia, Female Malaysia, YTL Life Malaysia[72], Féroce Scotland,... Cô còn được xuất hiện trong chiến dịch quảng cáo cho Metiseko, Nosbyn, Thủy Design House, Shu Uemura, Rue Des Chats, Vinnie-Allery, Kanta Menswear, PUSW, Coco Sin, Fortythree, Mosef VN[73], Cao Stu, NTK Đỗ Mạnh Cường[74][75][76][77], NTK Adrian Anh Tuấn, NTK Nguyễn Hà Nhật Duy[78], NTK Phúc Trần, NTK Cường Đàm,... và sải bước trên một số sàn diễn thời trang của Ivy Moda, Soknan Atelier, Viveire, NTK Phan Nguyễn Minh Quân, NTK Chung Thanh Phong, Thời Trang & Nhân Vật, Thời Trang & Đam Mê[79], Phong Cách & Cuộc Sống[80], Lynk Fashion Show[81], Thời Trang & Cuộc Sống[82], Vietnam International Fashion Week[83], Davines Hair Show 2015, Vietnam Designer Fashion Week 2016,... Năm 2016, cô còn là một trong những người mẫu của "danh sách đen" trong Vietnam International Fashion Week 2016 trước khi được quay lại trình diễn vào năm sau.
- Anh Quân: đầu quân công ty Nomad Management và Portfolios Casting Agency. Anh làm người mẫu ảnh[84][85][86][87][88] và xuất hiện trên tạp chí trong nước như Mốt, Golf&Life,... và ngoài nước như Dichan Thái Lan[89][90]. Anh được xuất hiện trong chiến dịch quảng cáo cho Valnisto Menswear, Snapback Premi3r, NTK Đức Vincie, V-Sixtyfour[91],... và sải bước trên các sàn diễn thời trang của Vungoc&Son, Thủy Design House, NTK Đỗ Mạnh Cường[92], NTK Đức Vincie[93], Phong Cách & Cuộc Sống, Thời Trang & Đam Mê, Elle Fashion Show, Vietnam International Fashion Week[94][95], Vietnam Runway Fashion Week 2020,... Ngoài ra, anh còn được để cử cho giải thưởng "Biểu Tượng Thời Trang Của Năm" tại Elle Style Award 2015[96], tham gia đóng một số phim như "Sứ mệnh trái tim", "Xin chào trai đẹp"[97],... và xuất hiện trong các video âm nhạc "Có Lẽ Em" của Bích Phương, "Dừng Một Ngày Để Yêu"[98] & "Is It Love" của Thái Trinh,... Năm 2020, anh chính thức tạm ngừng nghề người mẫu để chuyển sang nghề tiếp viên hàng không nhưng vẫn thi thoảng nhận lời mời trình diễn hoặc chụp hình.[99]
- Văn Kiên: đầu quân công ty BeU Models. Anh đã xuất hiện trong chiến dịch quảng cáo cho Canifa, NTK Tô Phan Diệu Linh, Aligro,... và chụp hình cho tạp chí F Fashion[100], Ôtô Autovina, Doanh Nhân Sài Gòn,... Anh làm người mẫu ảnh[101][102][103][104] và đã sải bước trên các sàn diễn thời trang của Canifa, Chula Fashion, Oche Boutique, Happy Clothing, Thời Trang & Nhân Vật, Thời Trang & Đam Mê[105], Vietnam International Fashion Week, Yaly Fashion Show[106], Converging Fashion Show, Vietnam – Italia Fashion Week, Runway International Showcase US,... Ngoài ra, anh cũng là người mẫu của chương trình Project Runway Vietnam 2014. Từ năm 2017, anh dần rút khỏi làng người mẫu và hiện tại đang sinh sống và học tập tại New Zealand.
- Chà Mi: đầu quân công ty BeU Models, Nomad Management, Nest Models Vietnam, Portfolios Casting Agency, Ice Models[107] & Wonderwall Management tại Milan, BMA Models, Zone Models & Wild Management ở Luân Đôn. Cô liên tục xuất hiện tại các show diễn thời trang cho Ivy Moda, NTK Võ Công Khanh, NTK Đỗ Mạnh Cường, NTK Công Trí[108], Thời Trang & Đam Mê[109], Thời Trang & Nhân Vật[110][111], Thời Trang & Cuộc Sống[112][113], Elle Fashion Journey 2016, Vietnam Designer Fashion Week 2016, Vietnam International Fashion Week[114], Đẹp Fashion Runway, London Fashion Week[115][116], Runway Like UK,... và nhiều tạp chí danh giá trong nước như Harper's Bazaar, Đẹp, Elle[117], L'Officiel, F Fashion, Style, Travellive,... và ngoài nước như L’Officiel Italia, GQ Italia, Squeeze Italia, The Cube Italia[118], Elle Bulgaria[119], Schön! UK,... Cô trở thành đại diện của những chiến dịch quảng cáo lớn như NTK Công Trí[120], NTK Lý Giám Tiền[121], NTK Nguyễn Tiến Truyển[122], Khâu by CQ, Nosbyn, Vella Fashion, Ivy Moda, Lyla Tran, Metiseko, Iceberg Milano, La Fille des Fleurs, STK Super Tokyo, United Color of Benetton Italia[123], Lemanjá Germany, Apricot Clothing UK, Versus Versace, ️Vero Moda UK, Shop Art Online Italia, Browzzin UK, OPI Scotland, Triumph Lingerie,... Ngoài ra, cô còn xuất hiện trong video âm nhạc "Giấc Mơ Không Còn Là Giấc Mơ" của Thanh Duy Idol và đảm nhận với vai trò cố vấn của cuộc thi "Nâng tầm đẳng cấp". Hiện tại, Chà Mi vẫn làm người mẫu và đang sinh sống cùng gia đình nhỏ tại Anh Quốc.
- Tuấn Việt: làm người mẫu ảnh[124][125][126][127] và xuất hiện trong chiến dịch quảng cáo cho NTK Đỗ Mạnh Cường[128][129][130], O.jeans[131], Traveloka[132],... Anh được chụp hình cho tạp chí Đẹp, F Fashion, Golf&Life, Heritage Fashion, Esquire,... và sải bước trên các sàn diễn thời trang lớn như O.jeans, NTK Hoàng Hải, NTK Lê Trung Cương, NTK Hà Nhật Tiến[133], Thời Trang & Đam Mê, Thời Trang & Cuộc Sống, Phong Cách & Cuộc Sống[134], Elle Fashion Journey 2015,... Từ năm 2016, anh dần rút khỏi làng người mẫu và lấn sân sang lĩnh vực điện ảnh qua các bộ phim như Lạc giới, Cú hích trên không[135], Cầu vồng không sắc, Ba Vợ Cưới Vợ Ba, Lôi Báo, Người Bất Tử, Trạm cứu hộ trái tim,... Hiện tại, anh đã kết hôn với diễn viên Nguyễn Kim Oanh.
- Thanh Thủy: ký hợp đồng với BeU Models, Diva Models ở Singapore, New Version Model Management ở Florida và Wilhelmina Models ở New York. Cô làm người mẫu ảnh[136][137][138][139][140][141][142], trở thành gương mặt đại diện của rất nhiều nhãn hàng lớn như PNJ, Pond's[143], TRESemmé, Maybelline, Adidas[144], Avon, Old Navy, Canifa, Clear Shampoo, Dove, Long Beach Pearl, Pandora Jewelry US, Haute Hippie US, James Allen Jewelry US, Rachel Roy, David's Bridal, Shu Uemura, NTK Đỗ Mạnh Cường[145], NTK Lâm Gia Khang[146], Canon, Samsung, Nokia,... và sải bước trên các sàn diễn thời trang lớn trong nước và quốc tế như NTK Công Trí[147], NTK Lâm Gia Khang, NTK Võ Công Khanh[148], NTK Vũ Thu Phương[149], NTK Lê Thanh Hòa[150], Carlisle Collections, Thời Trang & Cuộc Sống[151][152][153][154], Thời Trang & Đam Mê[155][156], Phong Cách & Cuộc Sống[157][158][159][160][161][162], Thời Trang & Nhân Vật[163], Vietnam International Fashion Week[164], Fidé Fashion Week, Singapore Fashion Week, New York Fashion Week[165][166],... Đồng thời, hình ảnh của cô cũng luôn phủ kín các tạp chí thời trang hàng đầu trong nước như Harper's Bazaar[167][168], Đẹp, Elle, Cosmopolitan, L'Officiel, F Fashion[169], Her World, Women's Health, Sành Điệu, Tiếp Thị & Gia Đình, Heritage Fashion, Travellive, One 2 Fly, Nữ Doanh Nhân,... và ngoài nước như AsiaSpa Singapore, The Dapifer US #191, GQ US, Essential Macau[170],... Ngoài ra, cô còn đóng phim truyền hình "Cú hích trên không"[171] và đảm nhiệm vai trò huấn luyện viên trong Model Kid Vietnam 2019[172], The Next Face Vietnam 2021[173][174], The Next Gentleman 2024,...

### Tham gia cuộc thi khác
- Quỳnh Mai: Hoa hậu Hoàn vũ Việt Nam 2015 (Top 45), Hoa hậu Biển Việt Nam 2016, Asia's Next Top Model 2016 (Top 12), Gương mặt thương hiệu 2016 (Á quân), Hoa hậu Hoàn vũ Việt Nam 2017, Hoa hậu Hòa bình Việt Nam 2022 (Á hậu 4), The New Mentor 2023 - Người Mẫu Toàn Năng (Á quân)
- Kim Ngân: Hoa khôi Áo dài Việt Nam 2014 (Top 18)[175][176]
- Phương Thảo: Elite Model Look Vietnam 2014
- Thúc Bình: Mùa 5 (vòng sơ tuyển)
- Thùy Linh: Siêu mẫu Việt Nam 2015 (vòng bán kết), TikTok FashUP 2021 (Top 5 - Modeling Icon)[177]
- Mạnh Kiên: Mister Tourism World 2017, Mister Vietnam 2019 (Top 11)[178], Manhunt International 2022 (Á quân 3)[179][180]
- Trần Trung: Mùa 5 (vòng sơ tuyển), Siêu mẫu Việt Nam 2015 (Giải Đồng)
- Anh Quân: Mùa 5 (vòng sơ tuyển), The Face Men Thailand 2018 (vòng chọn đội)[181], The Face Vietnam 2018 (vòng sơ tuyển), Cuộc đua kỳ thú 2019 (Hạng 8)[182], Én Vàng Nghệ Sĩ 2024 (Top 7)[183]
- Chà Mi: Mùa All-Stars (Á quân)
- Mâu Thủy: Cuộc đua kỳ thú 2016 (Hạng 9), Hoa hậu Hoàn vũ Việt Nam 2017 (Á hậu 2 - Thí sinh có hình thể đẹp nhất)[184][185]